# 親族代表
親族代表は、嶋村太一・竹井亮介・野間口徹の3人で構成する日本のコントユニット。1999年結成。

## メンバー
- 嶋村太一 (しまむら たいち)
  - 1973年2月16日 ／ 岡山県出身 ／ 178cm
- 竹井亮介 (たけい りょうすけ)
  - 1972年6月7日 ／ 神奈川県出身 ／ 175cm
- 野間口徹 (のまぐち とおる)
  - 1973年10月11日 ／ 福岡県出身 ／ 172cm

## 概要
1999年、故林広志prd.第一期コントサンプルより誕生。
2001年の第二回E1グランプリにて優勝するなど、確かな演技力に定評がある。
喪服がトレードマークの彼らの真髄は「真顔コント」。
2006年1月のTHE LIVE「3」より、故林広志prd.からは独立し、複数の作家から脚本の提供を受け、バラエティー豊かなライブ作りを実践している。

## 活動履歴
- 1999年3月：「親族代表」結成
- 2000年7月：「人間力学ショー」（ザムザ阿佐ヶ谷）
  - 作・演出　故林広志
- 2001年3月：故林広志prd.「人間力学ショー #2 〜荒野のまとめ役〜」（ザムザ阿佐ヶ谷）
  - 作・演出　故林広志
- 2002年3月：故林広志prd. 「人間力学ショー #3 〜heavy claims〜」（OFFOFFシアター）
  - 作・演出　故林広志
- 2003年2月：故林広志prd. 「人間力学ショー #4 〜more formal〜」（OFFOFFシアター）
  - 作・演出　故林広志
- 2004年2月：故林広志prd. 「人間力学ショー 〜THE BEST〜」（OFFOFFシアター）
  - 作・演出　故林広志
- 2006年1月：THE LIVE 「3」（THEATER/TOPS）
  - 脚本・演出　吉増裕士（リボルブ方式・ナイロン100℃）
  - 脚本提供　ケラリーノ・サンドロヴィッチ（ナイロン100℃）／佐藤二朗（ちからわざ）／ブルースカイ／丸二祐亮（ニセ劇団）／湯澤幸一郎（天然ロボット）
- 2006年8月：THE LIVE 「忄(りっしんべん)」 （THEATER/TOPS）
  - 脚本・演出　福原充則（ピチチ5）
  - 脚本提供　小林賢太郎／千葉雅子（猫のホテル）／ブルースカイ／本田誠人（ペテカン）
- 2008年2月：THE LIVE「（発電所）」（THEATER/TOPS）
  - 脚本・演出　福原充則（ピチチ5）
  - 脚本提供　ケラリーノ・サンドロヴィッチ（ナイロン100℃）／ブルースカイ／岩井秀人（ハイバイ）／川尻恵太（SUGAR BOY）
- 2008年8月：親族代表祭「脱線01」（初台・The DOORS）
  - 脚本提供　故林広志／福原充則
  - 音楽監修　西山宏幸（ブルドッキングヘッドロック）
- 2009年12月 : 結成10周年記念公演 THE LIVE 「渋々」（シアターモリエール＜東京＞／HEP HALL＜大阪＞）
  - 脚本・演出　福原充則（ピチチ5）
  - 脚本提供　ケラリーノ・サンドロヴィッチ（ナイロン100℃）／ブルースカイ／池田鉄洋（猫のホテル/表現さわやか）／川尻恵太（SUGAR BOY）
- 2010年5月 : 親族レストラン「お斎」（下北沢・スローコメディファクトリー） ※DVD発売イベント。料理などもふるまわれた。
- 2013年8月 : THE LIVE「第三次性徴期」（下北沢 ザ・スズナリ）
  - 脚本・演出　佐々木充郭（バジリコ・F・バジオ）
  - 脚本提供　ケラリーノ・サンドロヴィッチ（ナイロン100℃）／ブルースカイ／前田司郎（五反田団）／川尻恵太（SUGAR BOY）／福原充則（ピチチ５）
- 2015年1月 : THE BEST LIVE「親族旅行記」（下北沢 ザ・スズナリ＜東京＞／西鉄ホール＜福岡＞／アステールプラザ＜広島＞／HEP HALL＜大阪＞／下北沢 駅前劇場＜東京＞）
  - 脚本・演出　福原充則（ピチチ5）
  - 脚本提供　岩井秀人（ハイバイ）／ケラリーノ・サンドロヴィッチ（ナイロン100℃）／小林賢太郎／故林広志／ブルースカイ／